# Егоров, Сергей Владимирович (подводник)
Сергей Владимирович Егоров (20 марта 1955 — 28 августа 2007) — командир советского  атомного ракетного подводного крейсера стратегического назначения К-407 «Новомосковск» проекта 667БДРМ «Дельфин», впервые в мире осуществившего залповый пуск 16 межконтинентальных баллистических ракет в рамках операции «Бегемот-2», подтвердившей возможности советского подводного флота реализовать эффективный сценарий ядерной войны и техническую безопасность залпового пуска всего боекомплекта подводного ракетоносца.
Военно-технический мировой рекорд был установлен в 21 час 9 минут 6 августа 1991 года и полностью удался: с АПЛ К-407 «Новомосковск» были запущены 16 ракет Р-29РМ, весь боекомплект, с интервалом в 14 секунд. По словам очевидцев лодка стреляла как автомат. Запуск полного боекомплекта МБР с борта К-407 по состоянию на июнь 2011 года остается единственным в мире (максимальный залп американской АПЛ «Огайо» — 4 ракеты Трайдент-2).

Егоров больше года гонял своих людей на тренажерах, пять раз выходил в море отрабатывать с экипажем главную задачу. Из разрозненных воль, душ, интеллектов, сноровок Егоров сплел, создал, смонтировал отлаженный человеческий механизм, который позволял разрядить громадный подводный ракетодром столь же лихо и безотказно, как выпустить очередь из автомата Калашникова. В этом был его великий командирский труд, в этом был его подвиг, к которому он готовил себя беспощаднее иного олимпийца.
— Цитируется по книге Черкашин Н. «Повседневная жизнь российских подводников»
Командир ракетного подводного крейсера К-407 «Новомосковск» капитан 2 ранга С. В. Егоров после успешного залпа был представлен к присвоению звания Героя Советского Союза. Но через две недели после залпового пуска всего боекомплекта РПКСН К-407 в Москве произошла смена власти (Августовский путч). Из-за смены командования С.В. Егоров был награждён только орденом Красной Звезды и ему было присвоено воинское звание капитана 1-го ранга. В том же году К-407 завоевала приз ГК ВМФ по ракетной подготовке.
После увольнения с военной службы Сергей Владимирович Егоров работал заместителем главного конструктора ФГУП «НПО «Аврора» в Санкт-Петербурге.
Умер 28 августа 2007 года в Санкт-Петербурге. Похоронен на Серафимовском кладбище.

### Видео
- Операция «Бегемот». Сюжет программы «Смотр» от 23.12.2006 (включает интервью С. В. Егорова).
- Операция «Бегемот-2». Залп АПЛ «Новомосковск» 16-ю МБР — видео.